# کوزمو
کوزمو (انگلیسی: Kozmo) شرکت خرده‌فروشی آمریکایی است، که در سال ۱۹۹۸ تأسیس شد.